# Пинхук Корнер (Оклахома)
Пинхук Корнер (енгл. Pinhook Corner) насељено је место без административног статуса у америчкој савезној држави Оклахома.

## Демографија
По попису из 2010. године број становника је 171, што је 10 (6,2%) становника више него 2000. године.
| Група             | 2000.      | 2010.      |
| Белци             | 61 (37,9%) | 71 (41,5%) |
| Афроамериканци    | 0 (0,0%)   | 0 (0,0%)   |
| Азијати           | 0 (0,0%)   | 1 (0,6%)   |
| Хиспаноамериканци | 0 (0,0%)   | 3 (1,8%)   |
| Укупно            | 161        | 171        |